# Чолово (деревня)
Чолово — деревня в Ям-Тёсовском сельском поселении Лужского района Ленинградской области.

## История
Впервые упоминается в Писцовой книге Водской пятины 1500 года, как деревня Челово в Никольском Бутковском погосте Новгородского уезда.
Деревня Челова обозначена на карте Санкт-Петербургской губернии 1792 года, А. М. Вильбрехта.
На карте Санкт-Петербургской губернии Ф. Ф. Шуберта 1834 года она упоминается, как деревня Чолова.

ЧОЛОВО — деревня, принадлежит Ораниенбаумскому дворцовому правлению, число жителей по ревизии: 41 м. п., 40 ж. п. (1838 год)

Как деревня Полово она отмечена на карте профессора С. С. Куторги 1852 года.

ЧОЛОВО — деревня Дворцового правления, по просёлочной дороге, число дворов — 14, число душ — 42 м. п. (1856 год)

ЧЕЛОВО — деревня, число жителей по X-ой ревизии 1857 года: 51 м. п., 55 ж. п.

ЧОЛОВО — деревня дворцовая при реке Череменке, число дворов — 17, число жителей: 48 м. п., 55 ж. п. (1862 год)

ЧЕЛОВО — деревня, согласно подворной описи 1882 года: 37 домов, 46 душевых наделов, семей — 23, число жителей — 54 м. п., 60 ж. п.; разряд крестьян — временнообязанные

В 1883—1884 годах временнообязанные крестьяне деревни выкупили свои земельные наделы у великой княгини Екатерины Михайловны и стали собственниками земли.
В конце XIX — начале XX века деревня административно относилась к Бутковской волости 1-го земского участка 1-го стана Лужского уезда Санкт-Петербургской губернии.
По данным «Памятной книжки Санкт-Петербургской губернии» за 1905 год деревня Челово входила в Человское сельское общество.

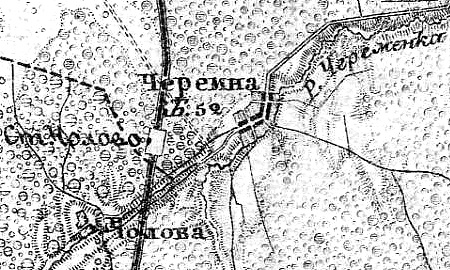
Деревня Чолово на карте 1915 года

Согласно карте из «Исторического атласа Санкт-Петербургской Губернии» 1915 года деревня называлась Чолова.
С 1917 по 1924 год деревня Чолово входила в состав Чоловского сельсовета Бутковской волости Лужского уезда.
С 1924 года, в составе Пантелеевского сельсовета.
С 1927 года, в составе Оредежского района.
С 1928 года, в составе Череменского сельсовета. В 1928 году население деревни Чолово составляло 130 человек.
По данным 1933 года деревня называлась Челово и входила в состав Череменского сельсовета Оредежского района.
Деревня была освобождена от немецко-фашистских оккупантов 7 февраля 1944 года.
С 1959 года, в составе Лужского района.
В 1965 году население деревни Чолово составляло 413 человек.
По данным 1966 года деревня Чолово также входила в состав Череменского сельсовета Лужского района.
По данным 1973 года деревня Чолово входила в состав Чоловского сельсовета.
По данным 1990 года деревня Чолово входила в состав Приозёрного сельсовета.
В 1997 году в деревне Чолово Приозёрной волости проживали 8 человек, в 2002 году — 4 человека (русские — 75 %).
В 2007 году в деревне Чолово Ям-Тёсовского СП проживали 5 человек, в 2010 году — 2.

## География
Деревня расположена в восточной части района на автодороге 41К-662 (Оредеж — Тёсово-4 — Чолово).
Расстояние до административного центра поселения — 28 км.
Расстояние до ближайшей железнодорожной станции Чолово — 1,5 км.
Через деревню протекает река Череменка.

## Демография
| 1838 | 1857 | 1862 | 1882 | 1928 | 1965 | 1997 |
| ---- | ---- | ---- | ---- | ---- | ---- | ---- |
| 81   | ↗106 | ↘103 | ↗104 | ↗130 | ↗413 | ↘8   |
| 2007 | 2010 | 2017 |      |      |      |      |
| ↘5   | ↘2   | →2   |      |      |      |      |

## Улицы
Заречная, Лесная, Старая Деревня

## Садоводства
Ленвест.